# Vlastivěda
Vlastivěda je soubor přírodovědných a společenskovědných poznatků o vlasti, popřípadě o nějakém jejím regionu. Prohlubováním těchto poznatků a jejich prezentaci se věnují zejména vlastivědná muzea a vlastivědné kroužky. Podle zaměření lze rozlišovat specializované vlastivědy, např. historická vlastivěda apod.
Vlastivěda se vyučuje jako školní předmět na základní škole, který navazuje na prvouku a bývá součástí 4. a 5. ročníku. Na vlastivědu následně navazuje dějepis, zeměpis a občanská nauka. Žák se učí zejména o svém regionu, prostředí, kde žije, o jeho zeměpisných, historických i kulturních zvláštnostech a pojmech, kterými je možné tyto zvláštnosti popsat. Mezi naučené schopnosti patří například práce s mapou nebo základní orientace ve státním zřízení.